# Colombo (cognome)
Colombo è un cognome di lingua italiana.

## Varianti
Colomba, Colombella, Colombelli, Colombetta, Colombetti, Colombi, Colombin, Colombina, Colombini, Colombino, Colombrino, Columbo, Colombu.

## Origine e diffusione
Deriva dal prenome maschile Colombo, a sua volta derivato dal latino Columbus, il cui significato è "puro, innocente, mansueto". Per questo, il cognome veniva assegnato agli infanti abbandonati nei brefotrofi, perché innocenti e senza colpe della loro condizione. Fino ai primi anni del XIX secolo, fu il cognome maggiormente assegnato agli esposti in provincia di Milano, in particolare all'Ospedale Maggiore, il cui stemma raffigurava una colomba.
Ventiduesimo cognome italiano per diffusione, Colombo è portato da circa 18.000 famiglie, di cui oltre 14.000 soltanto in Lombardia, dove risulta essere il primo per diffusione. È presente in minor misura anche in Piemonte, Liguria e Sicilia.
La variante Colombelli è bergamasca e milanese; Colombetti è cremonese, pavese e milanese; Colombina è vicentino; Colombino è sassarese, ligure e piemontese; Colomba è trapanese, torinese, cuneese, udinese e leccese; Colombi è lombardo con ceppi anche in Liguria, Toscana ed Emilia; Colombini è lombardo con presenze anche a Verona e in Liguria e Toscana; Colombin è triestino; Colombrino è napoletano; Columbo è molto raro.

## Persone
- Cristoforo Colombo, esploratore italiano
- Gherardo Colombo, ex magistrato e saggista
- Luca Colombo, ex ciclista su strada italiano
- Ugo Colombo, ciclista su strada italiano